# 錫爾弗克里克 (密西西比州)
錫爾弗克里克（英語：Silver Creek）是位於美國密西西比州勞倫斯縣的城鎮。

## 人口
根據2020年美國人口普查的數據，錫爾弗克里克的面積為3.87平方千米，皆為陸地。當地共有人口175人，而人口密度為每平方千米45人。